# AIM–132 ASRAAM
AZ AIM–132 ASRAAM egy brit, hőkövető légi közelharc-rakéta, melyet a Brit Királyi Légierő és az ausztrál légierő használ.